# 상진초등학교 (충북)
상진초등학교는 대한민국 충청북도 단양군에 있는 공립 초등학교이다.

## 학교 연혁
- 1968.01.25 상진초등학교 설립 인가
- 1988.10.05 상진초등학교 개교(15학급)
- 1989.02.17 제1회 졸업식 거행(75명)
- 1999.09.01 적성분교장 폐교(3학급) 본교로 편입
- 2004.09.01 상진병설유치원 단양유치원으로 병합
- 2006.03.01 독서교육 도지정 시범학교 운영(2006.03.01~2008.02.29)
- 2012.03.01 디지털교과서 정책연구학교 운영(2012.03.01~2014.02.28)
- 2014.03.01 제13대 김대식 교장 부임
- 2015.02.12 제27회 52명 졸업(졸업생 총 수 2,265명)
- 2015.03.01 13학급 편성(특수학급 1포함)

## 참고 자료
- 상진초등학교 - 한국교육학술정보원 학교알리미